# L'Huisserie
 L'Huisserie  là một xã thuộc tỉnh Mayenne trong vùng Pays de la Loire tây bắc nước Pháp. Xã này nằm ở khu vực có độ cao từ 37-118 mét trên mực nước biển.